# Acido di Lewis
Un acido di Lewis (dal nome di Gilbert Lewis) è una qualsiasi molecola o ione che è in grado di formare un nuovo legame di coordinazione accettando una coppia di elettroni.
Un acido di Lewis possiede, di solito, un orbitale di frontiera non occupato a bassa energia (LUMO, lowest unoccupied molecular orbital), che interagisce con l'orbitale HOMO (highest occupied molecular orbital) della base di Lewis. Diversamente da un acido di Brønsted-Lowry, che trasferisce sempre uno ione idrogeno (H+), un acido di Lewis può essere qualsiasi elettrofilo (incluso H+ stesso). 
Nonostante tutti gli acidi Brønsted-Lowry siano anche acidi di Lewis, il termine comune di acido di Lewis è spesso riservato a quegli acidi che non appartengono alla categoria di Brønsted-Lowry.
La reattività degli acidi di Lewis può essere ricavata mediante la teoria Hard-Soft Acid-Base (HSAB). Non esistono descrizioni universali di acidi forti di Lewis, proprio perché la forza dell'acido dipende dalla specifica base di Lewis. 
Alcuni esempi comuni di acidi di Lewis sono il cloruro di alluminio o il cloruro ferrico.
Esempio di acido di Lewis:
{\displaystyle \mathrm {Zn^{2+}} _{(aq)}+\mathrm {2H_{2}O} _{(l)}\longrightarrow \mathrm {Zn(OH)_{2}} _{(aq)}+\mathrm {2H^{+}} _{(aq)}}
In questo caso {\displaystyle \mathrm {Zn^{2+}} \,} presenta una struttura elettronica incompleta e nessun idrogeno ionizzabile: infatti, le molecole che possiedono una struttura elettronica incompleta sono degli acidi di Lewis.